# Hypocnemis striata
El hormiguero cantarín de Spix u hormiguero de Spix (Hypocnemis striata), es una especie de ave paseriforme de la familia Thamnophilidae perteneciente al género Hypocnemis. Es endémica de la Amazonia centro meridional en Brasil. Hasta el año 2007 era considerado una subespecie de Hypocnemis cantator de quien fue separado en conjunto con H. flavescens, H. peruviana, H. subflava y H. ochrogyna.

## Distribución y hábitat
Se distribuye en la región amazónica brasileña, al sur del río Amazonas, desde el río Madeira hacia el este hasta el río Tocantins y hacia el sur hasta el norte de Mato Grosso.
Su hábitat es el sotobosque de selvas húmedas tropicales de baja altitud y selvas pantanosas.

## Descripción
Las cinco especies separadas se diferencian muy poco del hormiguero cantarín (Hypocnemis cantator). Mide entre 11 y 12 cm de longitud y pesa entre 10 y 14 g. El macho tiene la cabeza negra con estriado y lista superciliar blancos; el dorso es mezclado de negro, parduzco y blanco, las plumas cobertoras de las alas son negras con tres bandas formadas por pintas blancas. Por abajo es de color blanco, los lados escamados de negro, los flancos son rufos. La hembra es como el macho, pero con las bandas de las alas de color pardo amarillento. La presente especie se diferencia por tener el dorso más negruzco, las alas más rufescentes y la mancha interescapular más extensamente blanca.

## Estado de conservación
Esta especie ha sido calificada como preocupación menor por la Unión Internacional para la Conservación de la Naturaleza (IUCN). Es bastante común y la población, todavía no cuantificada, es considerada estable, en razón de la ausencia de evidencias de decadencia de la misma o de cualquier otra amenaza.

## Comportamiento
Es similar a todos los otros miembros del «complejo cantator». Forrajea en pareja en el sotobosque, a veces más alto, prefiere enmarañados densos y bambuzales (cuando los hay). Sabe acompañar pequeñas bandadas mixtas de alimentación, pero generalmente se mueve de forma independiente.

### Alimentación
Su dieta consiste en insectos y arañas.

### Vocalización
El canto es similar a H. cantator, una serie de notas claras que se vuelven ásperas bastante abruptamente. La diferencia mayor está en el llamado común, que consiste en una primera nota larga y lisa, después una clara y abrupta nota arrastrada ascendiente y finalmente una nota áspera.

## Sistemática

### Descripción original
La especie H. striata fue descrita inicialmente por el naturalista alemán Johann Baptist von Spix en 1825, bajo el nombre científico Thamnophilus striatus; la localidad tipo es: «sin localidad = Santarém, Pará».

### Etimología
El nombre genérico femenino «Hypocnemis» se compone de las palabras del griego «hupo»: de alguna forma y «knēmis o knēmidos»: armadura que protege la pierna, canillera; significando «que parece tener canilleras»;  y el nombre de la especie «striata», proviene del latín «striatus»: estriado.

### Taxonomía
Los cinco taxones tradicionalmente considerados como subespecies del denominado «complejo cantator»: flavescens, peruviana, subflava, ochrogyna y la presente, fueron elevados a la categoría de especie a partir de los estudios de Isler et al. (2007), que encontraron diferencias significativas de vocalización, pero también de plumaje. El cambio taxonómico fue aprobado por el Comité de Clasificación de Sudamérica (SACC) en la Propuesta N° 299.
Los estudios de secuenciación del ADN de 63 ejemplares de las 7 especies del género Hypocnemis demostraron que la presente especie es hermana del par hermanado entre Hypocnemis ochrogyna y H. rondoni, y que además puede consistir en más de una especie.
La presente especie, el integrante más sureño del «complejo cantator», es también la más problemática en términos taxonómicos, siendo representada por cuatro subespecies, una de las cuales todavía no ha sido descrita y que muestran algunas diferencias vocales entre sí. Las diferentes subespecies se reemplazan una a la otra en una progresión hacia el este a través de la Amazonia meridional, siendo separadas de su taxón más próximo por los grandes afluentes de la margen sur del río Amazonas.

### Subespecies
Según la clasificación del Congreso Ornitológico Internacional (IOC) y Clements Checklist v.2016, se reconocen tres subespecies, con su correspondiente distribución geográfica:
- Hypocnemis striata implicata J. T. Zimmer, 1932 – centro sur de la Amazonia brasileña (hacia el este desde el bajo y medio río Madeira hasta los ríos Tapajós/Teles Pires).
- Hypocnemis striata striata (Spix, 1825) – desde los ríos Tapajós/Teles Pires hacia el este hasta el río Xingú, hacia el sur hasta el centro norte de Mato Grosso.
- Hypocnemis striata affinis J. T. Zimmer, 1932 – desde el Xingú hacia el este hasta el río Tocantins y hacia el sur hasta el este de Mato Grosso.